# Olympische Sommerspiele 1992/Leichtathletik – Hammerwurf (Männer)

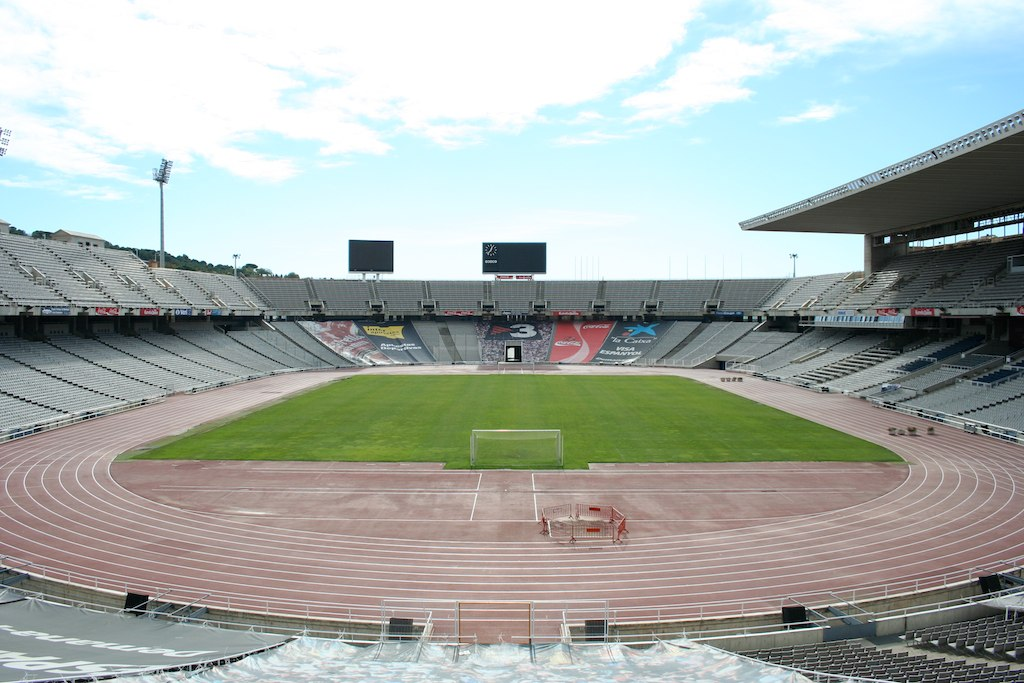
Das Olympiastadion von Barcelona im Jahr 2008

Der Hammerwurf der Männer bei den Olympischen Spielen 1992 in Barcelona wurde am 1. und 2. August 1992 im Olympiastadion Barcelona ausgetragen. 26 Athleten nahmen teil.
Das Vereinte Team konnte einen dreifachen Erfolg feiern. Andrei Abduwalijew gewann vor Ihar Astapkowitsch und Igor Nikulin.
Für Deutschland gingen Claus Dethloff und Heinz Weis an den Start. Dethloff scheiterte in der Qualifikation. Weis erreichte das Finale und wurde Sechster.

Auch der Österreicher Johann Lindner erreichte das Finale. Er belegte Rang neun.

Athleten aus der Schweiz und Liechtenstein nahmen nicht teil.

## Aktuelle Titelträger
| Olympiasieger 1988                      | Sergei Litwinow ( Sowjetunion)    | 84,80 m | Seoul 1988            |
| Weltmeister 1991                        | Jurij Sedych ( Sowjetunion)       | 81,70 m | Tokio 1991            |
| Europameister 1990                      | Ihar Astapkowitsch ( Sowjetunion) | 84,14 m | Split 1990            |
| Panamerikanischer Meister 1991          | Jim Driscoll ( USA)               | 72,78 m | Havanna 1991          |
| Zentralamerika und Karibik-Meister 1991 | Guillermo Guzmán ( Mexiko)        | 64,58 m | Xalapa 1991           |
| Südamerika-Meister 1991                 | Adrián Marzo ( Argentinien)       | 65,12 m | Manaus 1991           |
| Asienmeister 1991                       | Bi Zhong ( Volksrepublik China)   | 69,90 m | Kuala Lumpur 1991     |
| Afrikameiste2                           | Hakim Toumi ( Algerien)           | 69,80 m | Belle Vue Maurel 1992 |
| Ozeanienmeister 1990                    | Douglas Mace ( Neuseeland)        | 57,50 m | Suva 1990             |

## Bestehende Rekorde
| Weltrekord         | 86,74 m | Jurij Sedych ( Sowjetunion)    | Stuttgart, Deutschland    | 30. August 1986    |
| Olympischer Rekord | 84,80 m | Sergei Litwinow ( Sowjetunion) | Finale OS Seoul, Südkorea | 26. September 1988 |

Der bestehende olympische Rekord wurde bei diesen Spielen nicht erreicht. Der weiteste Wurf gelang dem für das Vereinte Team startenden Olympiasieger Andrei Abduwalijew mit 82,54 m in seinem vierten Versuch des Finales am 2. August. Damit blieb er 2,26 m unter dem Olympia- und 4,20 m unter dem Weltrekord.

## Doping
Der US-Amerikaner Jud Logan wurde nachträglich wegen der Einnahme von Clenbuterol disqualifiziert und in der Folge für vier Jahre gesperrt. Er hatte im Wettkampf zunächst Platz vier erreicht.
Benachteiligt wurden dadurch vor allem zwei Athleten:
- Sean Carlin, Australien – Ihm wurden als achtplatzierten Athleten im Finale drei Würfe vorenthalten.
- Bi Zhong, Volksrepublik China – Er wäre mit seinem zwölften Rang nach der Qualifikation im Finale startberechtigt gewesen.

## Legende
Kurze Übersicht zur Bedeutung der Symbolik – so üblicherweise auch in sonstigen Veröffentlichungen verwendet:
| – | verzichtet |
| x | ungültig   |

## Qualifikation
Datum: 1. August 1992
Für die Qualifikation wurden die Athleten in zwei Gruppen gelost. Acht von ihnen (hellblau unterlegt) übertrafen die direkte Finalqualifikationsweite von 76,00 m. Damit war die Mindestanzahl von zwölf Finalteilnehmern nicht erreicht. So wurde das Finalfeld mit vier weiteren Wettbewerbern aus beiden Gruppen (hellgrün unterlegt) nach den nächstbesten Weiten auf zwölf Wettbewerber aufgefüllt. Für die Finalteilnahme reichten schließlich 74,86 m.

### Gruppe A
11:30 Uhr
| Platz | Name                | Nation           | 1. Versuch | 2. Versuch | 3. Versuch | Weite   | Anmerkung                 |
| ----- | ------------------- | ---------------- | ---------- | ---------- | ---------- | ------- | ------------------------- |
| 1     | Jüri Tamm           | Estland          | 71,76 m    | 75,24 m    | 78,16 m    | 78,16 m |                           |
| 2     | Ihar Astapkowitsch  | EUN              | 76,50 m    | –          | –          | 76,50 m |                           |
| 3     | Enrico Sgrulletti   | Italien          | 75,40 m    | 75,40 m    | x          | 75,40 m |                           |
| 4     | Johann Lindner      | Österreich       | 75,28 m    | 75,24 m    | 74,02 m    | 75,28 m |                           |
| 5     | Heinz Weis          | Deutschland      | 74,86 m    | 74,64 m    | x          | 74,86 m |                           |
| 6     | Raphaël Piolanti    | Frankreich       | x          | 73,22 m    | 71,98 m    | 73,22 m |                           |
| 7     | Frédéric Kuhn       | Frankreich       | 71,20 m    | 71,76 m    | 71,64 m    | 71,76 m |                           |
| 8     | Andrés Charadía     | Argentinien      | 70,82 m    | 70,64 m    | x          | 70,82 m |                           |
| 9     | Benjaminas Viluckis | Litauen          | 70,54 m    | x          | 70,54 m    | 70,54 m |                           |
| 10    | Plamen Minew        | Bulgarien        | 68,78 m    | x          | 69,90 m    | 69,90 m |                           |
| 11    | Paul Head           | Großbritannien   | x          | 69,58 m    | 65,64 m    | 69,58 m |                           |
| 12    | Pavel Sedláček      | Tschechoslowakei | 67,76 m    | 64,98 m    | 67,34 m    | 67,76 m |                           |
| DOP   | Jud Logan           | USA              | 78,40 m    | –          | –          | 78,40 m | für das Finale zugelassen |

### Gruppe B
13:00 Uhr
| Platz | Name                    | Nation              | 1. Versuch | 2. Versuch | 3. Versuch | Weite   | Anmerkung                              |
| ----- | ----------------------- | ------------------- | ---------- | ---------- | ---------- | ------- | -------------------------------------- |
| 1     | Igor Nikulin            | EUN                 | 74,20 m    | 79,08 m    | –          | 79,08 m |                                        |
| 2     | Andrei Abduwalijew      | EUN                 | 78,82 m    | –          | –          | 78,82 m |                                        |
| 3     | Lance Deal              | USA                 | x          | 75,58 m    | 77,00 m    | 77,00 m |                                        |
| 4     | Tibor Gécsek            | Ungarn              | 76,48 m    | –          | –          | 76,48 m |                                        |
| 5     | Christophe Épalle       | Frankreich          | 76,24 m    | –          | -          | 76,24 m |                                        |
| 6     | Sean Carlin             | Australien          | 74,48 m    | 74,38 m    | 75,90 m    | 75,90 m |                                        |
| 7     | Bi Zhong                | Volksrepublik China | 70,66 m    | x          | 74,30 m    | 74,30 m |                                        |
| 8     | Sávvas Saritzoglou      | Griechenland        | x          | 73,06 m    | 74,16 m    | 74,16 m | eigentlich für das Finale qualifiziert |
| 9     | Claus Dethloff          | Deutschland         | 73,12 m    | 73,64 m    | 73,36 m    | 73,64 m |                                        |
| 10    | Tore Gustafsson         | Schweden            | 73,52 m    | x          | 71,92 m    | 73,52 m |                                        |
| 11    | Iwan Tanew              | Bulgarien           | 70,20 m    | 71,16 m    | 72,62 m    | 72,62 m |                                        |
| 12    | Kenneth Flax            | USA                 | 69,04 m    | x          | 69,36 m    | 69,36 m |                                        |
| 13    | Waleed Al-Bakheet       | Kuwait              | x          | x          | 63,94 m    | 63,94 m |                                        |
| 14    | Rashid Riyadh Al-Ameeri | Bahrain             | x          | x          | 56,08 m    | 56,08 m |                                        |

## Finale
Datum: 21. August 1992, 16:30 Uhr
| Platz | Name               | Nation      | 1. Versuch | 2. Versuch | 3. Versuch | 4. Versuch                                    | 5. Versuch                                    | 6. Versuch                                    | Endresultat |  |
| ----- | ------------------ | ----------- | ---------- | ---------- | ---------- | --------------------------------------------- | --------------------------------------------- | --------------------------------------------- | ----------- |  |
| 1     | Andrei Abduwalijew | EUN         | 78,56 m    | 80,18 m    | 80,34 m    | 82,54 m                                       | 79,12 m                                       | 82,24 m                                       | 82,54 m     |  |
| 2     | Ihar Astapkowitsch | EUN         | 80,02 m    | x          | 81,80 m    | 78,08 m                                       | 81,70 m                                       | 81,96 m                                       | 81,96 m     |  |
| 3     | Igor Nikulin       | EUN         | 78,46 m    | 78,56 m    | x          | 78,32 m                                       | 80,44 m                                       | 81,38 m                                       | 81,38 m     |  |
| 4     | Tibor Gécsek       | Ungarn      | 77,78 m    | 75,78 m    | x          | 75,54 m                                       | x                                             | 76,58 m                                       | 77,78 m     |  |
| 5     | Jüri Tamm          | Estland     | 76,36 m    | 77,00 m    | x          | 76,80 m                                       | 75,82 m                                       | 77,52 m                                       | 77,52 m     |  |
| 6     | Heinz Weis         | Deutschland | 76,72 m    | x          | 76,90 m    | x                                             | 75,32 m                                       | 76,28 m                                       | 76,90 m     |  |
| 7     | Lance Deal         | USA         | x          | 76,84 m    | 74,92 m    | x                                             | 75,06 m                                       | 76,42 m                                       | 76,84 m     |  |
| 8     | Sean Carlin        | Australien  | 75,08 m    | 76,16 m    | 75,10 m    | eigentlich zu drei weiteren Würfen berechtigt | eigentlich zu drei weiteren Würfen berechtigt | eigentlich zu drei weiteren Würfen berechtigt | 76,16 m     |  |
|       |                    |             |            |            |            |                                               |                                               |                                               |             |  |
| 9     | Johann Lindner     | Österreich  | 75,14 m    | 73,36 m    | 74,26 m    | nicht im Finale der besten acht Werfer        | nicht im Finale der besten acht Werfer        | nicht im Finale der besten acht Werfer        | 75,14 m     |  |
| 10    | Christophe Épalle  | Frankreich  | 74,24 m    | 74,84 m    | 74,74 m    | nicht im Finale der besten acht Werfer        | nicht im Finale der besten acht Werfer        | nicht im Finale der besten acht Werfer        | 74,84 m     |  |
| 11    | Enrico Sgrulletti  | Italien     | 72,98 m    | 72,34 m    | x          | nicht im Finale der besten acht Werfer        | nicht im Finale der besten acht Werfer        | nicht im Finale der besten acht Werfer        | 72,98 m     |  |
| DOP   | Jud Logan          | USA         | 79,00 m    | 78,44 m    | x          | x                                             | x                                             | 75,80 m                                       | 79,00 m     |  |

Für das Finale hatten sich zwölf Athleten qualifiziert, acht von ihnen über die geforderte Qualifikationsweite, die anderen vier über ihre Platzierungen. Alle drei Athleten aus dem Vereinten Team waren im Finale dabei. Komplettiert wurde das Finalfeld durch jeweils einen Teilnehmer aus Australien, Deutschland, Estland, Frankreich, Italien, Österreich, Ungarn und den USA.
Als Favoriten galten nach dem Rücktritt von Jurij Sedych und Sergei Litwinow, die diesen Wettbewerb für mehr als ein Jahrzehnt beherrscht hatten, die drei Athleten aus dem Vereinten Team, d. h. Europameister und Vizeweltmeister Ihar Astapkowitsch, der WM-Fünfte Andrei Abduwalijew und der EM-Dritte Igor Nikulin. Weitere Kandidaten für vordere Platzierungen waren der WM-Dritte Heinz Weis aus Deutschland und der WM-Vierte Tibor Gécsek aus Ungarn.
Astapkowitsch ging in der ersten Runde mit 80,02 m in Führung, gefolgt von Abduwalijew und Nikulin. Im zweiten Durchgang warf Abduwalijew 80,18 m und damit sechzehn Zentimeter weiter als Astapkowitsch. Dieser konterte im dritten Versuch mit 81,80 m. Abduwalijew gelangen in Runde vier dann 82,54 m. Somit war der Endstand hergestellt, auch wenn sich Astapkowitsch im letzten Versuch auf 81,96 m und Nikulin auf 81,38 m verbessern konnten. Allen anderen Finalteilnehmern gelang es nicht, die 80-Meter-Marke zu übertreffen. Die Plätze vier bis sechs belegten Tibor Gécsek, der Este Jüri Tamm und Heinz Weis.
1984 nicht eingerechnet, als die Sowjetunion die Spiele von Los Angeles boykottierte, war dies der vierte Dreifacherfolg in Folge für Sportler aus der Sowjetunion bzw. der Nachfolgeorganisation GUS.

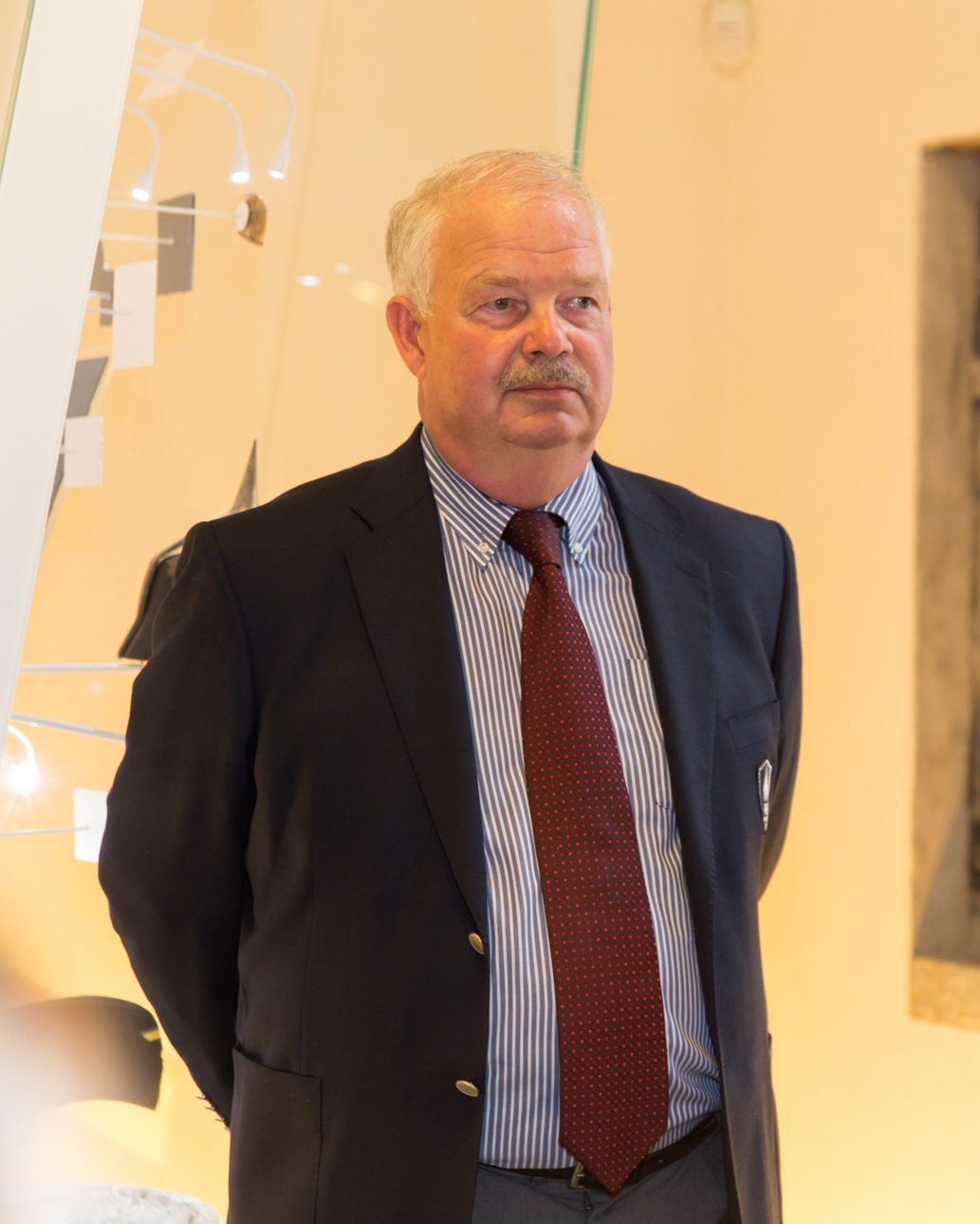
Der zweifache Olympiadritte (1980/1988) Jüri Tamm (Foto: 2017) erreichte diesmal Platz fünf
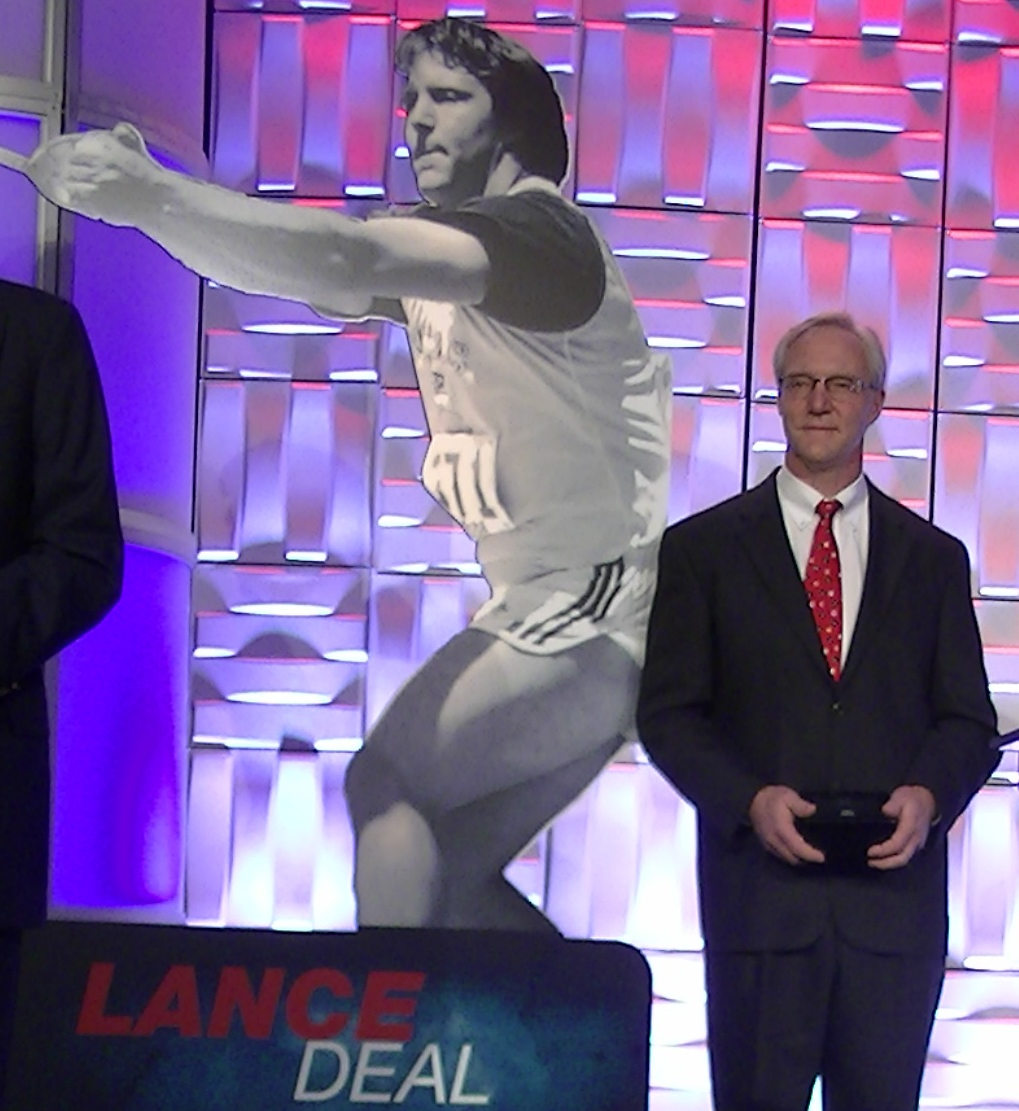
Lance Deal (mit seiner Statue im Jahr 2014) belegte Rang sieben
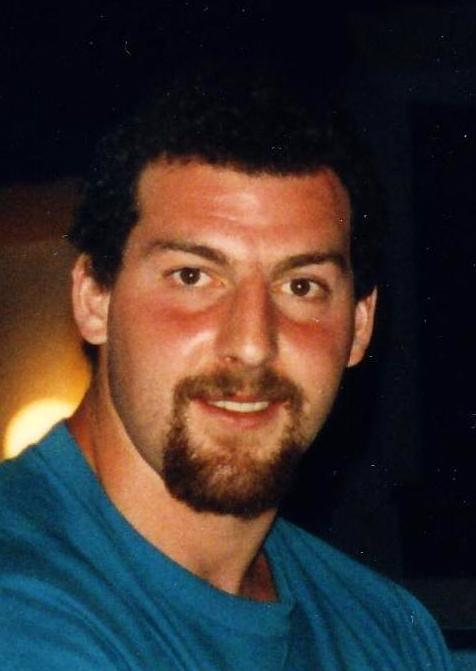
Christophe Épalle kam im Finale auf den zehnten Platz

## Videolinks
- Men's hammer final - Barcelona 1992, youtube.com, abgerufen am 22. Dezember 2021
- Hammer Throw Barcelona Olympics 1992, abgerufen am 13. Februar 2018
- 3892 Olympic Track & Field 1992 Medal Ceremony Hammer Men, youtube.com, abgerufen am 22. Dezember 2021